# Monte Carlo (2011.)
Monte Carlo je američka romantična komedija iz 2011. godine. Režirao ju je Thomas Bezucha, a Denise Di Novi, Alison Greenspan, Nicole Kidman i Arnon Milchan producirali su film za Fox 2000 Pictures i Regency Enterprises. Produkcija je započela u Harghitu, Rumunjska 5. svibnja 2010. godine.
U filmu glavne uloge pripadaju Seleni Gomez, Leighton Meester i Katie Cassidy kao tri prijateljice koje se prave da žive u bogatom okruženju u Monte Carlu, Monako. Film je izašao u kina 1. srpnja 2011. godine. U filmu se nalazi pjesma "Who Says" grupe Selena Gomez & the Scene, a također nekoliko pjesama britanskog izvođača Mike.

### Radnja
Tinejdžerica Grace, njena polusestra i najbolja prijateljica koriste svoju ušteđevinu za dugo očekivani put iz snova za Pariz, koji se pretvara u veliko razočarenje... Put nije ono što je Grace zamišljala. Prilikom uživanja u pogledu s Eiffelovog tornja kasne na autobus koji ih vodi u obilazak, ostaju u Parizu bez prtljaga i razočarane. Lutajući Parizom, zbog kiše, ulete u predvorje hotela, gdje Grace pomješaju s britanskom nasljednicom. Iako su fizički iste, britanska nasljednica je suprotnost od Grace, ona je razmažena i život joj je pun skandala, dok je Grace prosječna tinejdžerka. Grace i njene prijateljice odluče iskoristiti priliku i umjesto nasljednice odlaze u Monte Carlo, gde se Grace predstavlja kao Cordelia. Prije nego sto dobiju priliku otkriti svoje prave identitete, susreću se s raznim negodoštvinama, ali na kraju sve dobro završava.

### Uloge
- Selena Gomez kao Grace Ann Bennett/Cordelia Winthrop Scott
- Leighton Meester kao Mary Margaret "Meg" Kelly
- Katie Cassidy kao Emma Danielle Perkins
- Cory Monteith kao Owen Andrews
- Pierre Boulanger kao Theo Marchand
- Catherine Tate kao Alicia Winthrop Scott
- Luke Bracey kao Riley
- Andie MacDowell kao Pamela Bennett
- Brett Cullen kao Robert Kelly
- Giulio Berruti kao Prince Domenico Da Silvano